# カランセベシュ
カランセベシュ（ルーマニア語: Caransebeş、独: Karansebesch、ハンガリー語: Karánsebes）は、ルーマニアの南西部、バナト地方のカラシュ＝セヴェリン県に属する都市。
ティミシュ川とツァルク山地に源を発するセベシュ川との合流地点に位置し、西にはバナト丘陵が広がる。鉄道の要衝で、レシツァとは40kmほど、オツェル・ロシュとは21km、ハツェグとは70km、ツァルク山中のスキーリゾート、ムンテレ・ミクとは25kmほどの距離がある。

## 気候
準地中海気候の影響で比較的温暖。冬は0度からマイナス15度、夏は30度から38度の間で推移する。降水量も年間を通して多い。

## 歴史
この地における人類居住の痕跡はダキア時代にまでさかのぼり、同期の遺跡がここから7km行ったオブレジャ村で見つかっている。ダキアがローマの支配下に入ると、近くのジュパ村にティビスクムというカストラが築かれ、それが街に発展した。ティビスクムはダキアへのキリスト教布教の起点とされ、この地方の人々のローマ化（ローマニゼーション）に重要な役割を果たした。
中世にはハンガリー王国を経て、オスマン帝国の属国であるトランシルヴァニア公国に支配された。さらに戦争によってハプスブルク君主国に支配国が移った。
鉄道が開通するとカランセベシュの重要性は着実に高まっていき、19世紀後半にはハンガリー帝国の国会にラヨシュ・マチャーリというハンガリー人を送り込んだ。彼は帝国に暮らす全ての人種に文化的、政治的な権利を付与することを訴えたリベラルな政治家であった。1918年の「トランシルヴァニアのルーマニア併合」で大ルーマニアとなり、共産主義体制が勃興した1947年に空港と空軍基地が設けられた。しかし、市内の空港は1989年のルーマニア革命までとうとう運用されることはなかった。
2000年時点の人口は3万901人で、減少傾向にある。民族別ではルーマニア人が主で、ウクライナ人、ドイツ人、ハンガリー人もいる。

## 出身有名人
- ニコラエ・コルネアヌ - 正教会府主教
- ヨン・ドラガリナ - 第一次世界大戦の軍人
- グスタフ・ジャウマン - ルーマニア系オーストリア人の物理学者
- ヴィルヘルム・クライン - ハンガリー系オーストリア人の考古学者